# Luyana
El luyana és una llengua bantu que es parlen els luyanes de la zona lozi-luyana de la Província de l'Oest de Zàmbia i als països veïns, Angola, Botswana i Namíbia. El seu codi iso 639.3 (ethnologue) és lyn, el codi al glottolog és luya1241 i el seu codi Guthrie és K.31.

## Família lingüística
Segons l'ethnologue el luyana és una llengua luyana juntament amb el mashi, el mbowe, el kwangali, el diriku, el mbukushu i el simaa. Però Maho (2009) les classifica com a llengües diferents; no és clar si aquestes llengües són una part de la branca divergent de les llengües luyanes o són llengües kavangos.

## Geolingüística
Segons el joshuaproject, a Zàmbia hi viuen 127.000 luyanes, a Namíbia, 30.000, a Botswana, 8.700 i a Angola 42.000. Segons l'etnologue hi ha 190.380 parlants de luyana a tots els països, tot i que només indica que es parla a la zona Lozi-Luyana de la Província de l'Oest de Zàmbia.

## Etnolingüística
Segons el joshuaproject, hi ha 296.000 parlants de luyana que tenen el luyana com a primera llengua. Hi ha sis grups ètnics que parlen aquesta llengua: els kwandis (30.000, Zàmbia), els kwangues (59.000, Zàmbia) i els luyanes de Botswana, de Namíbia, de Zàmbia i d'Angola.

## Dialectologia
Segons l'ethnologue, els dialectes del luyana són el kwandi, el kwanga (Kwangwa), el mbumi (mbume) i el mbowe, que podria ser considerat una llengua separada.

## Sociolingüística i ús de la llengua
El luyana és una llengua educacional (EGIDS 4). Gaudeix d'un ús vigorós, està estandarditzada i té literatura i s'ensenya en l'ensenyament normatiu a Zàmbia. En aquest país s'ensenya en l'educació primària i secundària i existeix diccionari de la llengua.